# Günther Rohr
Günther Rohr (ur. 3 lipca 1893 w Tarnowskich Górach, zm. 16 sierpnia 1966 w Düsseldorfie) – Generał major Wehrmachtu, w trakcie powstania warszawskiego dowódca Grupy Bojowej „Rohr”.

## Życiorys
Urodził się w m. Tarnowitz (ob. Tarnowskie Góry) na Górnym Śląsku. Jego rodzicami byli Eugen Rohr (tajny nadradca i radca budowlany) i jego żona Klara z d. Müller.

### Służba wojskowa
Służbę wojskową rozpoczyna jako kadet w 71. (3. Turyńskim) Pułku Piechoty, do którego wstępuje 20.05.1912 r.. W grudniu 1913 r. zostaje podchorążym. Po ukończeniu szkoły wojskowej awansowany do stopnia podporucznika i przeniesiony do 144. (5. Lotaryńskiego) Pułku Piechoty.

### I wojna światowa
W czasie I wojny światowej Günther Rohr służy w 144. (5. Lotaryńskim) Pułku Piechoty (kolejno na stanowiskach dowódcy plutonu, dowódcy kompanii, adiutanta batalionu i adiutanta pułku) wchodzącym w skład 33. Dywizji Cesarstwa Niemieckiego (XVI. Korpus Armijny).
Kilkukrotnie ranny, za co otrzymuje Srebrną Odznakę za Rany, zostaje także odznaczony Krzyżem Żelaznym II Klasy oraz Krzyżem Żelaznym I Klasy.

### Okres międzywojenny
Po zakończeniu wojny wstępuje do Freikorpsu, gdzie zajmuje stanowisko dowódcy plutonu oraz oficera ordynansowego przy szefie sztabu Freikorps Landjäger. Początkowo służy w 1. Pułku Freikorpsu Landjäger, następnie zostaje oddelegowany do 32. Pułku Reichswehry, a od października 1920 r. zostaje przydzielony do 18. Pułku Piechoty Reichswehry. Od października 1924 r. adiutant batalionu, a od października 1927 r. oficer wywiadu w sztabie pułku. W 1928 r. awansowany do stopnia kapitana. W 1934 r. żeni się z Käthe Sauerzapfe. W styczniu 1935 r. awansowany do stopnia majora i przeniesiony do sztabu Pułku Piechoty Paderborn. 1 czerwca 1935 r. został mianowany adiutantem (IIb) sztabu komendantury w Münster, z której miano utworzyć 16. Dywizję Piechoty. 1 października 1937 r. został awansowany na podpułkownika. 12 października 1937 r. został mianowany dowódcą 2 batalionu 78 Pułku Piechoty w Akwizgranie w składzie 26. Dywizji Piechoty.

### II wojna światowa
Po wybuchu II wojny światowej, nadal służąc w 78. Pułku Piechoty, zaś w lutym 1940 r. zostaje mianowany dowódcą 64. Pułku Piechoty w składzie 16. (Westfalskiej) Dywizji Piechoty, którym dowodzi w kampanii na froncie zachodnim. Za walki na froncie zachodnim odznaczony ponownie Krzyżem Żelaznym II Klasy i Krzyżem Żelaznym I Klasy (tzw. okucia ponownego nadania).
Zostaje mianowany komendantem Saarbrücken, a w październiku 1940 r. awansowany do stopnia pułkownika. 11 września 1941 r. został dowódcą 37. Pułku Piechoty w składzie 6. Dywizji Piechoty. W kampanii wschodniej walczy na centralnym odcinku frontu wschodniego podczas ataku na Moskwę. Po zranieniu trafił w październiku 1942 r. do szpitala wojskowego, a następnie do Führerreserve. Po wyzdrowieniu został mianowany dowódcą 6 Pułku Zapasowego Grenadierów, z którym w styczniu 1943 r. zostaje przeniesiony do Danii.
11 lutego 1943 r., z mocą od 1 marca 1943 r., został ponownie przeniesiony do Führerreserve, a następnie przydzielony bezpośrednio do dowództwa 9. Armii w centralnym sektorze frontu wschodniego. 6 maja 1943 r. mianowany dowódcą 39. Pułku Fizylierów w składzie 26. Dywizji Piechoty.
Następnie mianowany dowódcą 871. Pułku Grenadierów w składzie 356. Dywizji Piechoty. Wraz z pułkiem zostaje przeniesiony do południowej Francji, a jesienią 1943 r. na włoską riwierę.
1 kwietnia 1944 r. zostaje awansowany do stopnia generała majora i przeniesiony na stanowisko generała do specjalnych poruczeń w Grupie Armii Północna Ukraina utworzonej pod koniec marca 1944 r. pod dowództwem feldmarszałka Walthera Modela. 1 czerwca 1944 przeniesiony do Generalnego Gubernatorstwa, a 10 lipca 1944 r. przeniesiony do Warszawy. W Warszawie obejmuje stanowisko komendanta wojennego miasta, na którym 27 lipca 1944 r. zastępuje go gen. por. lotn. Reiner Stahel.

### Powstanie warszawskie
1 sierpnia 1944 r. wraz z gen. Reinerem Stahelem oraz gubernatorem Ludwigiem Fischerem odcięty przez powstańców w Pałacu Brühla.
17 sierpnia 1944 r. wyznaczony na stanowisko dowódcy Grupy Bojowej „Rohr” (Kampfgruppe „Rohr”), w skład której wchodziła m.in. brygada RONA oraz jednostki SS i policyjne, a także jednostki saperów oraz Kozacy. Jednostki Grupy Bojowej „Rohr” walczyły w rejonie Śródmieścia, na Mokotowie oraz na Czerniakowie. Za dowodzenie Grupą Bojową „Rohr” otrzymał pozytywne oceny od gen. Waltera Friesa oraz od gen. Smilo von Lüttwitza.
Po upadku Powstania zostaje ponownie przeniesiony do Führerreserve, a następnie do VI. Okręgu Wojskowego.

### Końcówka II wojny światowej
W październiku 1944 r. przeniesiony na stanowisko zastępcy dowódcy VI. Korpusu Armijnego. 1 listopada 1944 r. objął na krótko dowództwo 12. Dywizji Grenadierów Ludowych, a następnie (11 listopada) został przeniesiony na stanowisko generała do specjalnych poruczeń w Grupie Armii H w Holandii, po czym znów został przeniesiony do Führerreserve i przydzielony do VI. Okręgu Wojskowego. Od 1 grudnia 1944 r. stanowiony dowódcą twierdzy Libau (obecnie Lipawa), gdzie dowodził grupą bojową składającą się z niedobitków 12. Dywizji Pancernej i 14. Dywizji Pancernej. 5 maja 1945 r. ewakuowany statkiem do Kolonii, gdzie dostał się do niewoli brytyjskiej.

### Lata powojenne
Od 1 czerwca 1945 r. był dowódcą 824. Dywizji w Kellersee koło Malente w strefie zastrzeżonej F, utworzonej w maju 1945 r., bezpośrednio po kapitulacji, przez Anglików i w dużej mierze pod dowództwem wojsk niemieckich. Żołnierzy na obszarze zastrzeżonym nie uważano za jeńców wojennych, ale za rozbrojony personel wojskowy. 15 stycznia 1946 r. Günther Rohr został przeniesiony do Belgii i zwolniony z niewoli 1 lipca 1947 r.

## Awanse
- 20.05.1912 – Fahnenjunker (kadet)
- 19.12.1913 – Fähnrich (podchorąży)
- 22.03.1914 – Leutnant (podporucznik)
- 01.02.1923 – Oberleutnant (porucznik)
- 01.03.1928 – Hauptmann (kapitan)
- 01.01.1935 – Major
- 01.10.1937 – Oberstleutnant (podpułkownik)
- 01.10.1940 – Oberst (pułkownik)
- 01.04.1944 – Generalmajor (generał brygady)